# Nittel
Nittel is een plaats in de Duitse deelstaat Rijnland-Palts, en maakt deel uit van de Landkreis Trier-Saarburg. Nittel telt 2.604 inwoners. en ligt aan de oostoever van de rivier de Moezel.

## Bestuur
De plaats is een Ortsgemeinde en maakt deel uit van de Verbandsgemeinde Konz.